# Украинское (Юрьевский район)
Украинское (укр. Українське) — село,
Юрьевский поселковый совет,
Юрьевский район,
Днепропетровская область,
Украина.
Код КОАТУУ — 1225955109. Население по переписи 2001 года составляло 66 человек .

## Географическое положение
Село Украинское находится на левом берегу пересыхающей безымянной речушки,
ниже по течению на расстоянии в 1 км и
на противоположном берегу — село Новогригоровка.